# Actinocentra
Actinocentra là một chi bướm đêm thuộc phân họ Olethreutinae thuộc họ Tortricidae.

## Các loài
- Actinocentra aliena Diakonoff, 1973